# Tibesti (departement)
 For alternative betydninger, se Tibesti (flertydig). (Se også artikler, som begynder med Tibesti)
Tibesti er et af de fire departementer, som udgør regionen Borkou-Ennedi-Tibesti i Tchad.
Departementet har sit fra bjergkæden Tibesti.
21°24′N 17°00′Ø / 21.4°N 17°Ø